# Прокопис Павлопулос
Прокопис Павлопулос (грч. Προκόπης Παυλόπουλος; Каламата, 10. јул 1950) грчки је политичар, професор и правник. Био је председник Грчке од 2015. до 2020. године.

## Биографија
Прокопис Павлопулос је рођен у Каламати, на југу Грчке и по образовању је правник. Студирао је на Атинском универзитету, као стипендиста француске владе наставио је студије у Паризу на Сорбони, да би 1977. докторирао у области јавног права. Године 1974. био је секретар привременог председника Грчке Михаила Стасинопулоса, после свргавања Хунте "црних Пуковника" (1967−1974), а после 1979. имао је академску каријеру, предавао је право на Атинском универзитету и радио као правни консултант више компанија. Био је близак сарадник ранијих председника, а у администрацији Константина Караманлиса био је начелник правне службе. Павлопулос је био скупштински посланик 1996−2014, а министар унутрашњих послова био је 2004−2009. године. Павлопулос није био у влади после 2010. године када је земља склапала кредитне програме са Европском унијом, Европском централном банком и Међународним монетарним фондом, иако је у парламенту гласао за законе, у јавним наступима критички се освртао на режим рестриктивне економије.